# 阿什河
阿什河是黑龙江省境内的一条河流，为松花江的支流。历史上又称阿勒楚喀河、按出虎水，都为满语“黄金”的意思。
有两个源头。右源为阿城河，发源于阿城市山河乡大个岭南麓。左源为阿什河，发源于尚志市大青山的尖砬子山南麓。两河均流向西南，汇合后先沿尚志市和阿城市边界，后沿阿城市和五常市边界流向西北，在哈尔滨市东郊注入松花江右岸。全长257公里，流域面积870平方公里。中游丰水期水面宽360米，水深4米，流速2.1米/秒；枯水期宽10米，水深0.25米，流速0.32米/秒。
《金史》始则谓“国言金曰按出虎，以按出虎水源于此，故名金源。”金太祖建国之诏中说“契丹名国，义取宾铁；宾铁虽坚，终亦变坏；惟金不变；遂号国为大金。”